# Poiana Ilvei
Poiana Ilvei je rumunská obec v župě Bistrița-Năsăud. Žije zde přibližně 1 400 obyvatel. Jedinou částí obce je vesnice Poiana Ilvei.